# José i Francisco Díaz
José "Pepe" Díaz (Toa Alta, Puerto Rico, 1776 - 30 d'abril de 1797) i Francisco Díaz (Toa Alta, Puerto Rico, 1777 - ?) foren dos cosins que varen servir com a sergents a la milícia de Toa Alta. Ajudaren a derrotar Sir Ralph Abercromby i defensaren Puerto Rico de la invasió britànica del 1797.

## Primers anys
Els cosins Díaz van néixer i es van criar al poble de Toa Alta, quan l'illa era una colònia espanyola. Els dos eren sergents de la milícia de Toa Alta, i amb la seva unitat van ser enviats a defensar San Juan en l'intent d'invasió de l'illa per les forces britàniques sota el comandament de Sir Ralph Abercromby.

## Defensa de Puerto Rico
El 17 de febrer de 1797, el governador designat de Puerto Rico, el brigadier Ramón de Castro, va rebre la notícia que la Gran Bretanya havia envaït l'illa de Trinitat. Convençut que Puerto Rico seria l'objectiu britànic següent, va decidir posar la milícia local en estat d'alerta i preparar els forts de l'illa contra qualsevol acció militar.

## La Batalla de Sant Joan

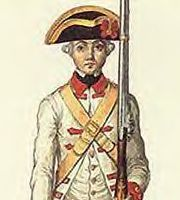
Tipus d'uniforme usat pels germans Díaz i la milícia de Puerto Rico

El 17 d'abril de 1797, els vaixells britànics sota el comandament de Sir Ralph Abercromby eren incapaços de penetrar les defenses de "El Morro" i va optar per atacar des de la ciutat costanera de Loíza, a l'est de San Juan. El 18 d'abril, els soldats britànics i mercenaris alemanys ("arpilleres") van aterrar a la platja de Loíza. Sota el comandament de Castro, els vaixells britànics van ser atacats amb artilleria i foc de morter, tant des del Morro com des de les fortaleses de San Jerónimo.
El 20 d'abril, els britànics van tractar d'establir una bateria al Cerro del Condado amb vista a les posicions espanyoles a l'est. El sergent major José Díaz va sortir amb 50 homes per contenir un atac enemic al darrere.

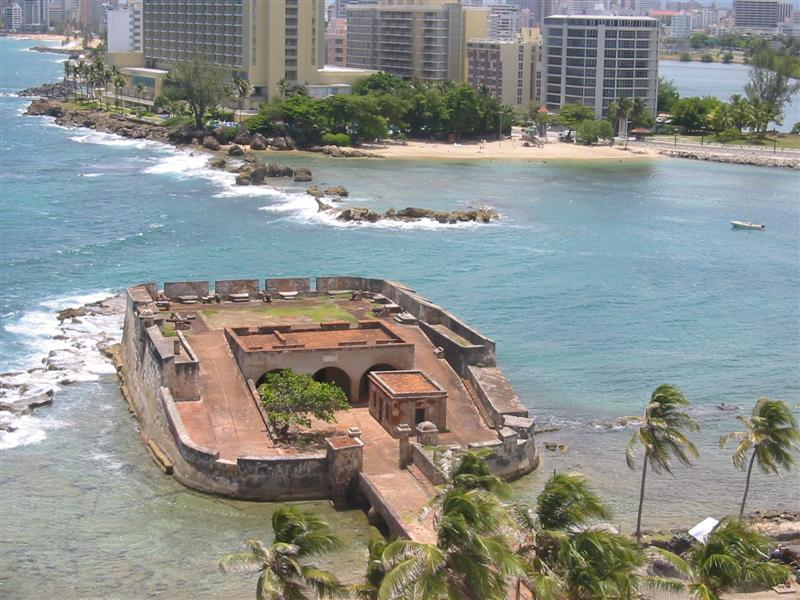
El Fort Sant Jeronimo, clau per a la defensa de San Juan

El 24 d'abril, el sergent Francisco Díaz va ser triat per dirigir un atac contra l'enemic. Amb 70 voluntaris, 20 de les milícies disciplinades i 50 reclusos de la presó, a l'alba s'embarcaren en piragües i, amb el suport de dues llanxes canoneres, passaren pel canal de San Antonio i desembarcaren a prop de les bateries i trinxeres enemigues. Els artillers espanyols les havien estat sotmetent a un bombardeig pesant, i tan bon punt van veure que Francisco Díaz i les seves tropes havien desembarcat, el bombardeig continuà, però carregant els canons únicament amb pólvora, sense disparar les bales de canó. Això es va fer per distreure els britànics. Les bateries també es van preparar per proporcionar cobertura pel cas que calgués retirar les tropes d'assalt.

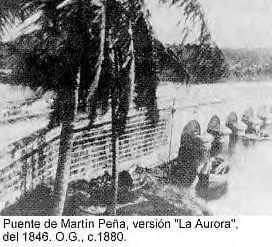
Pont Martín Peña

Francisco Díaz i els seus homes van desembarcar i van avançar cap a les línies enemigues, disparant contra l'enemic que ocupava les trinxeres. Es va estimar que hi havia al voltant de 300 soldats britànics. Els britànics van respondre als trets, però Francisco Díaz va continuar avançant fins que, amb el sabre a la mà, va arribar a la trinxera amb els seus homes, matant o ferint qualsevol dels enemics que es van interposar en el camí. Els que van escapar del seu atac van fugir. En prendre possessió de la rasa, Francisco Díaz va descobrir una bateria de canons apuntant al pont de Sant Antoni i la fortalesa de San Jerónimo, amb capacitat per a set canons i amb dos canons de 24 i un de 12 lliures ja emplaçats, juntament amb dos obusos i morters de tres. Atès que Francisco Díaz no tenia el temps ni els mitjans per recuperar l'artilleria, i els reforços britànics estaven a punt de contraatacar, amb els seus homes reprengueren els bóts i, amb un capità i 13 soldats enemics que havia pres presoners, retornaren a la ciutat, aquesta vegada sota el mantell de foc "real" d'artilleria de la ciutat. El governador Ramón de Castro escriuria més tard que "ell va observar l'acció des de la seva posició d'enveja".

## Pont de Martín Peña
No podent superar la potència de foc del Morro i de les altres fortaleses, els britànics van tractar de prendre dues vegades el pont de Martín Peña, un pas clau a la illeta de Sant Joan. El 30 d'abril, quan els britànics van fer el seu segon intent, el sergent major José Díaz va ser un dels 800 homes reunits pel capità Luis de Lara per protegir el pont. Els homes van arribar al pont, però van ser atacats abans pels britànics. El capità de Lara va respondre amb la seva pròpia bateria i va dirigir la seva cavalleria en els flancs i van obrir foc amb mosquet. Entre els que van morir en la batalla hi hagué el sergent major José Díaz, abatut al pont per un projectil. Després de lluitar feroçment amb els espanyols i la milícia local, els britànics van ser derrotats. L'artilleria britànica disparà per cobrir la retirada de la flota.

## Conseqüències
La invasió va fracassar a causa d'una inesperada defensa enèrgica de l'illa, tant per la guarnició espanyola com pels voluntaris porto-riquenys. El flux continu de reforços de diversos pobles de Puerto Rico a San Juan, la impossibilitat de superar el fort de San Antonio i la línia de Sant Jerónimo, i la pressió de contraatac i tàctiques de batalla sorprenentment sofisticats de la milícia i de la cavalleria al pont de Martín Peña van ser finalment massa per als invasors. Els britànics també va atacar Aguadilla i Punta Salines, però van ser derrotats, i les tropes britàniques que havien desembarcat a l'illa van ser fetes presoneres. Els britànics es van retirar el 30 d'abril a les naus, i el 2 de maig posaren vela al nord. Arran de la derrota infligida a les forces britàniques, el governador Ramón de Castro va sol·licitar al rei espanyol Carles IV un reconeixement per als vencedors. Ell mateix va ser ascendit a mariscal de camp, el sergent major José "Pepe" Díaz va ser nomenat a títol pòstum "El soldat més valent del Rei d'Espanya", el sergent Francisco Díaz va ser ascendit a tinent i se li augmentar el sou.
El tinent Francisco Díaz es va casar amb Isabel de Castro, a qui s'atorgà una pensió mensual pel govern després de la seva mort. La seva neta, Isabel Matilde Díaz i Ruiz, es va casar amb Román Baldorioty de Castro.